# 54ª Divisione fanteria "Napoli"
La 54ª Divisione fanteria "Napoli" fu una grande unità di fanteria del Regio Esercito durante la seconda guerra mondiale.

## Storia

### Origini
La 54ª Divisione fanteria "Napoli" traeva origine dalla Brigata "Granatieri di Napoli", costituita il 15 aprile 1861 che aveva alle sue dipendenze organiche il 5º e 6º Reggimento Granatieri di Napoli.Dopo aver preso parte alla terza guerra di indipendenza, per effetto dell'ordinamento in data 5 marzo 1871 che riordinava l'Arma di Fanteria, dal 1º aprile successivo la brigata divenne Brigata "Napoli" e i reggimenti alle sue dipendenze assunsero la denominazione rispettivamente di 75º Reggimento fanteria "Napoli" e 76º Reggimento fanteria "Napoli". La Brigata "Napoli" a seguito dello scioglimento delle brigate permanenti, con successivo decreto del 15 ottobre 1871 venne sciolta.
Dal 2 gennaio 1881, con la ricostituzione delle brigate permanenti la Brigata "Napoli" venne ricostituita tornando ad inquadrare il 75º Reggimento fanteria "Napoli" e il 76º Reggimento fanteria "Napoli".

### Prima guerra mondiale
All'entrata in guerra dell'Italia nella prima guerra mondiale le sedi del 75° e del 76º Reggimento erano rispettivamente a Siracusa e Messina.
Nelle prime fasi del conflitto la brigata prese parte alla prima battaglia dell'Isonzo partecipando ad azioni contro le alture del Sabotino. Nel corso del 1915 prese poi parte alla terza e alla quarta battaglia dell'Isonzo.
Nel corso del 1916 la brigata prese parte alla sesta, settima, ottava e nona battaglia dell'Isonzo.
Dopo la disfatta di Caporetto durante la ritirata dopo essere stati quasi interamente travolti dal nemico in marcia, i resti dei due reggimenti della brigata ripieganaro, raggiungendo il 28 ottobre il Tagliamento e attraversato il fiume il 1º novembre, la truppa raggiunee Mestrino nel Padovano il 9 novembre, riunendosi poi nei pressi di Parma il 23 novembre in vista di un suo riordino.
Nell'aprile del 1918 la Brugata "Napoli" viene inviata in Francia, alle dipendenze del II Corpo d'armata, dove il 75° prende parte alla battaglia dell'Ardre nei pressi di Bligny. L'11 novembre la cessazione delle ostilità vide la Brigata "Napoli" arrestarsi nella regione delle Ardenne.

### Periodo tra le due guerre
In esecuzione della legge 11 marzo 1926 sull'ordinamento dell'esercito, che prevedeva la formazione delle Brigate su tre reggimenti, il Comando Brigata e il 76º Reggimento. fanteria vennero sciolti il 18 novembre dello stesso anno, mentre il 75º Reggimento fanteria venne assegnato, assieme al 3° ed al 4º Reggimento fanteria "Piemonte" alla XXIX Brigata di Fanteria di nuova costituzione, rimanendo articolato su due battaglioni.
Durante la guerra di Etiopia del 1935-36 dal deposito del 75º Reggimento fanteria "Napoli" vennero costituiti il XXX e CCXXX battaglione complementi, il XIV battaglione speciale, 1ª compagnia c/a da posizione e la 3ª e 4ª compagnia speciale.
Il 15 aprile 1939 vien costituita a Caltanissetta la 54ª Divisione fanteria "Napoli" che assume alle proprie dipendenze il 75º e il 76º Reggimento fanteria della vecchia Brigata "Napoli" e il 54º Reggimento artiglieria da campagna.

### Seconda guerra mondiale
All'entrata in guerra dell'Italia nel secondo conflitto mondiale la Divisione "Napoli" è dislocata nella zona meridionale della Sicilia, tra Caltagirone, Piazza Armerina e Mirabella.
Nel corso del 1941 e del 1942 la Divisione "Napoli" continuò ad essere schierata in Sicilia, nella zona sud della Sicilia, quale unità dinamica per l'immediato intervento, in appoggio alle unità costiere, contro eventuali sbarchi di forze nemiche lungo il litorale tra Pozzallo, Gela e Licata.
Nel 1943 la Divisione "Napoli" era dislocata nella zona orientale dell'isola suddivisa in due gruppi, uno tra Ramacca e Scordia e l'altro più a sud a Palazzolo Acreide per l'mpiego quale massa di manovra del XVI Corpo d'armata, in previsione dello sbarco alleato in Sicilia.
Subito dopo lo sbarco alleato in Sicilia del 10 luglio le unità nemiche attaccano lungo la costa orientale dell'isola e nella penisola di Pachino e, dirigendosi nella loro avanzata verso Siracusa, le unità della Divisione "Napoli" venonero impegnate duramente dalla colonna sud nella zona di Noto e dalla colonna nord tra Lentini e Brucoli. Le unità della divisione, per tutta la giornata del 10 luglio, contrattarono nella zona di Floridia fino a quando venneroattaccate sul fianco sinistro da imponenti forze nemiche, furono costrette a ripiegare, sempre combattendo sulle alture a nord di Solarino, dove continuarono a contrastare accanitamente l'avanzata nemica per tutta la giornata dell'11 luglio. Altre unità della divisione contemporaneamente combatterono duramente a Palazzolo Acreide e nella giornata del 12 luglio riescirono a stabilizzare il fronte lungo la linea Palazzolo-Solarino-Priolo, ma nella giornata del 13 luglio altre unità nemiche sbarcate a nord di Augusta chiusero i reparti della divisione in una morsa di ferro e di fuoco, e nei combattimenti che ne seguirono la divisione venne quasi annientata. Il 14 luglio le rimanenti forze che riescirono a sfuggire all'accerchiamento si raccolsero verso Scordia, località nella quale si sacrificarono quasi totalmente per proteggere unità amiche in ripiegamento da Caltagirone-Vizzini verso Scordia.
Dal 16 al 24 luglio le rimanenti forze della divisione sostennero ancora sporadici combattimenti di retroguardia e il 25 luglio i pochi resti della divisione vennero avviati verso Linguaglossa per essere riordinati, ma essendo pressoché nulla la possibilità di avere complementi, ripiegano ancora in direzione di Messina e dall'11 al 14 agosto attraversarono lo stretto per dislocarsi nella zona a sud-est di Scilla.
La divisione il 14 agosto venne considerata sciolta per eventi bellici.

#### Ordine di battaglia: 1940/43
54ª Divisione fanteria "Napoli"
- 75º Reggimento fanteria "Napoli"
- 76º Reggimento fanteria "Napoli"
- 173ª Legione CC.NN. d'Assalto "Salso"
  - CLXIX Battaglione CC.NN. d'Assalto "Siracusa"
  - CLXXIII Battaglione CC.NN. d'Assalto "Caltanissetta"
  - 174ª Compagnia CC.NN. mitraglieri
- 54º Reggimento artiglieria "Napoli"
- LIV Battaglione mortai da 81
- 54ª Compagnia cannoni controcarro da 47/32
- LIV Battaglione genio
  - 54ª Compagnia mista telegrafisti/marconisti
  - 71ª Compagnia genio artieri
  - 21ª Compagnia minatori
- una sezione sanità
  - 207º Ospedale da campo
  - 851º Ospedale da campo
- 563ª Sezione sussistenza
- 54ª Autosezione
- 729ª Autosezione
- 108ª Autosezione leggera

#### Comandanti (1939-1943)
- Gen. D. Renato Coturri (1º aprile 1939 - 31 dicembre 1941)
- Col. Francesco Mazzarella (1° - 31 gennaio 1942)
- Gen. D. Giulio Cesare Gotti Porcinari (1º febbraio 1942 - 12 luglio 1943)